# 帕馬森乾酪

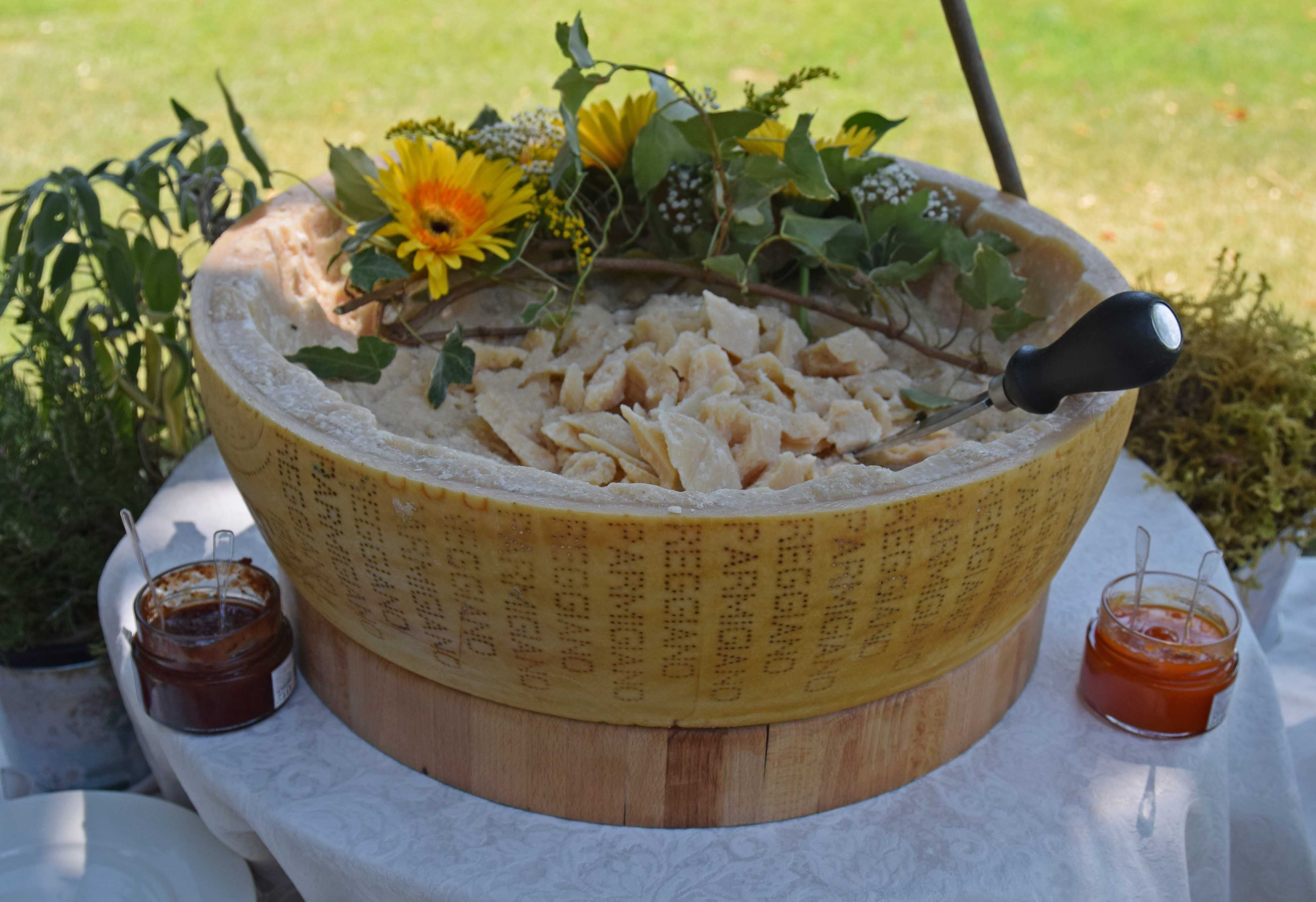
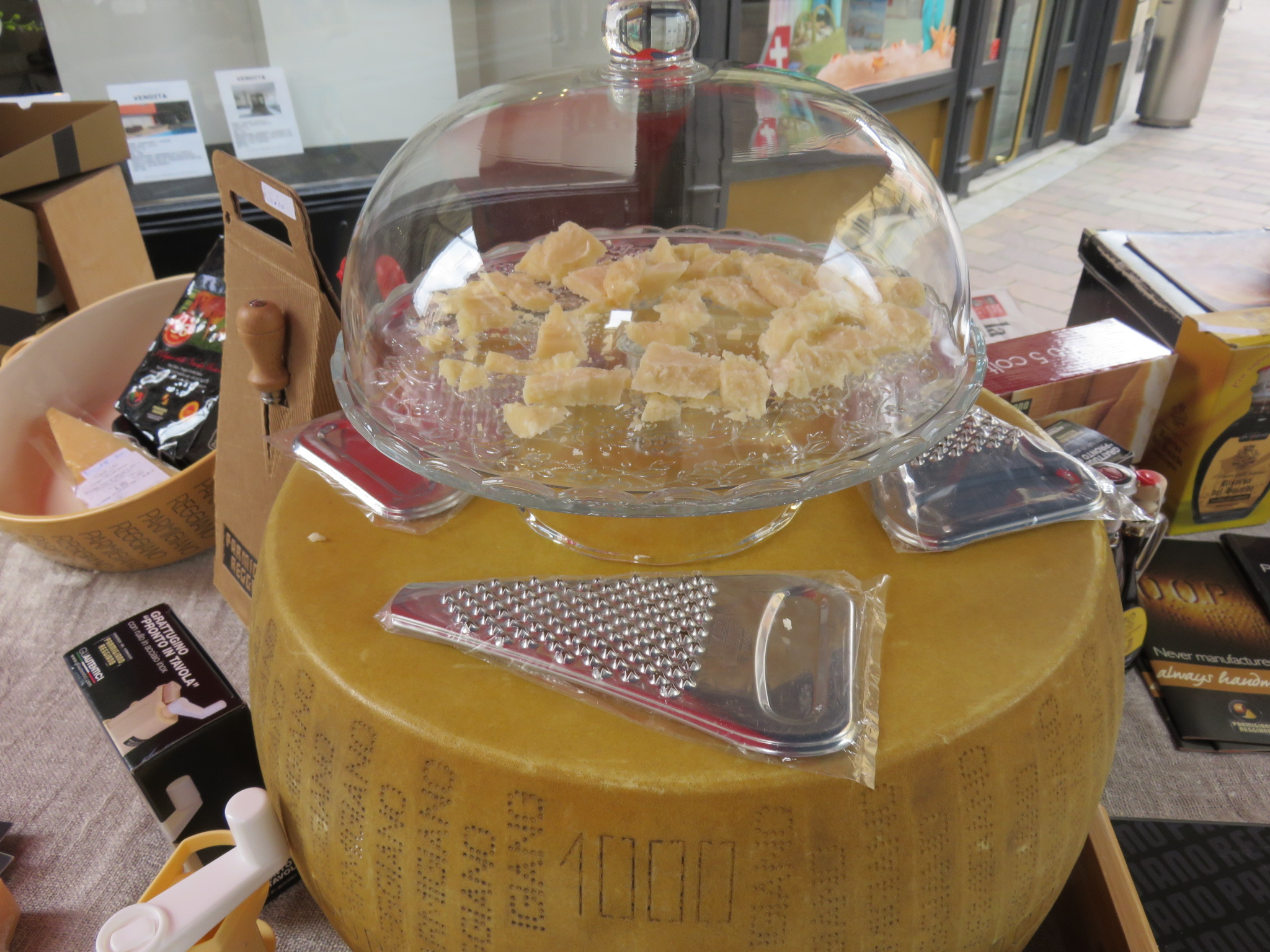
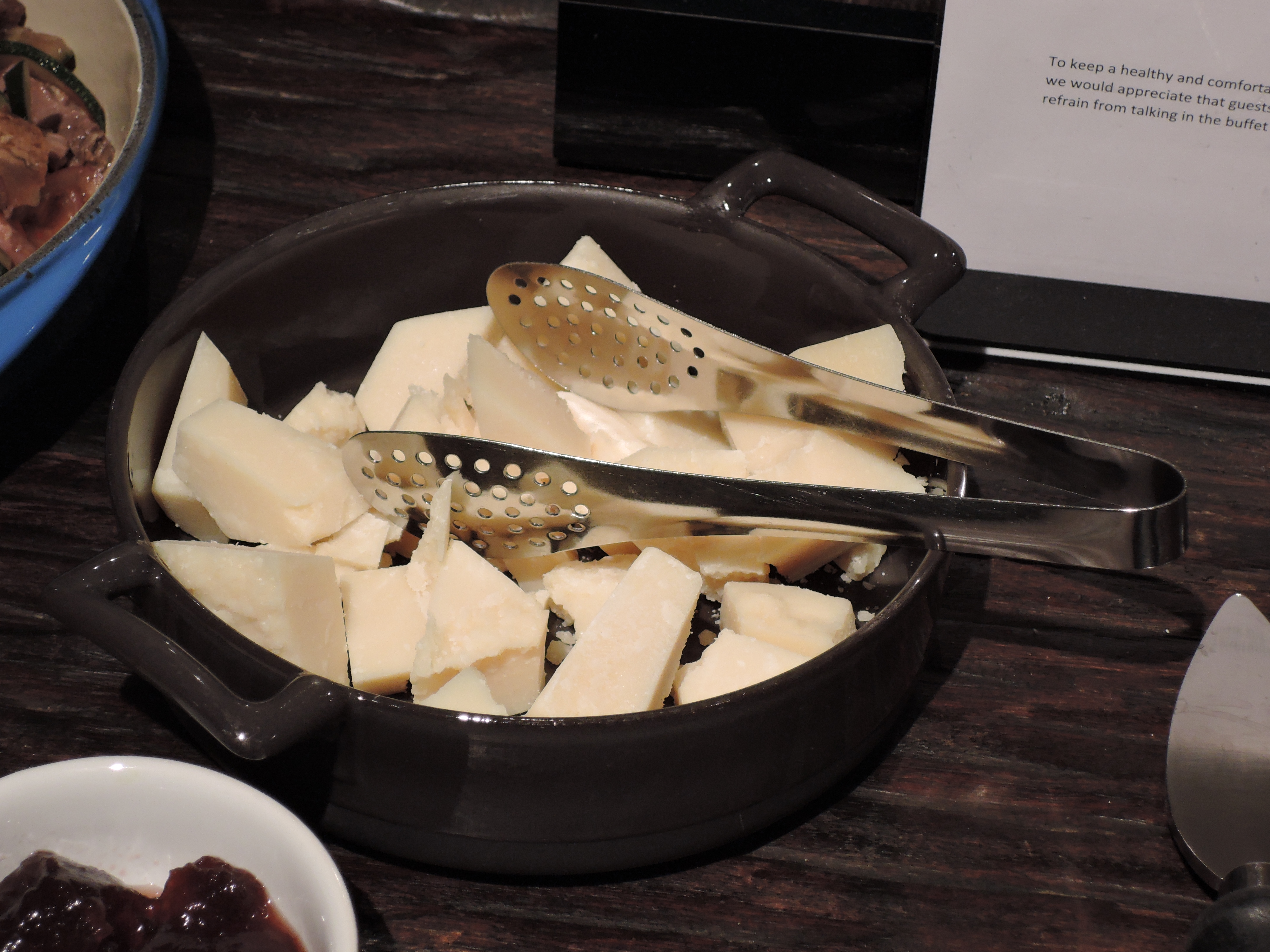
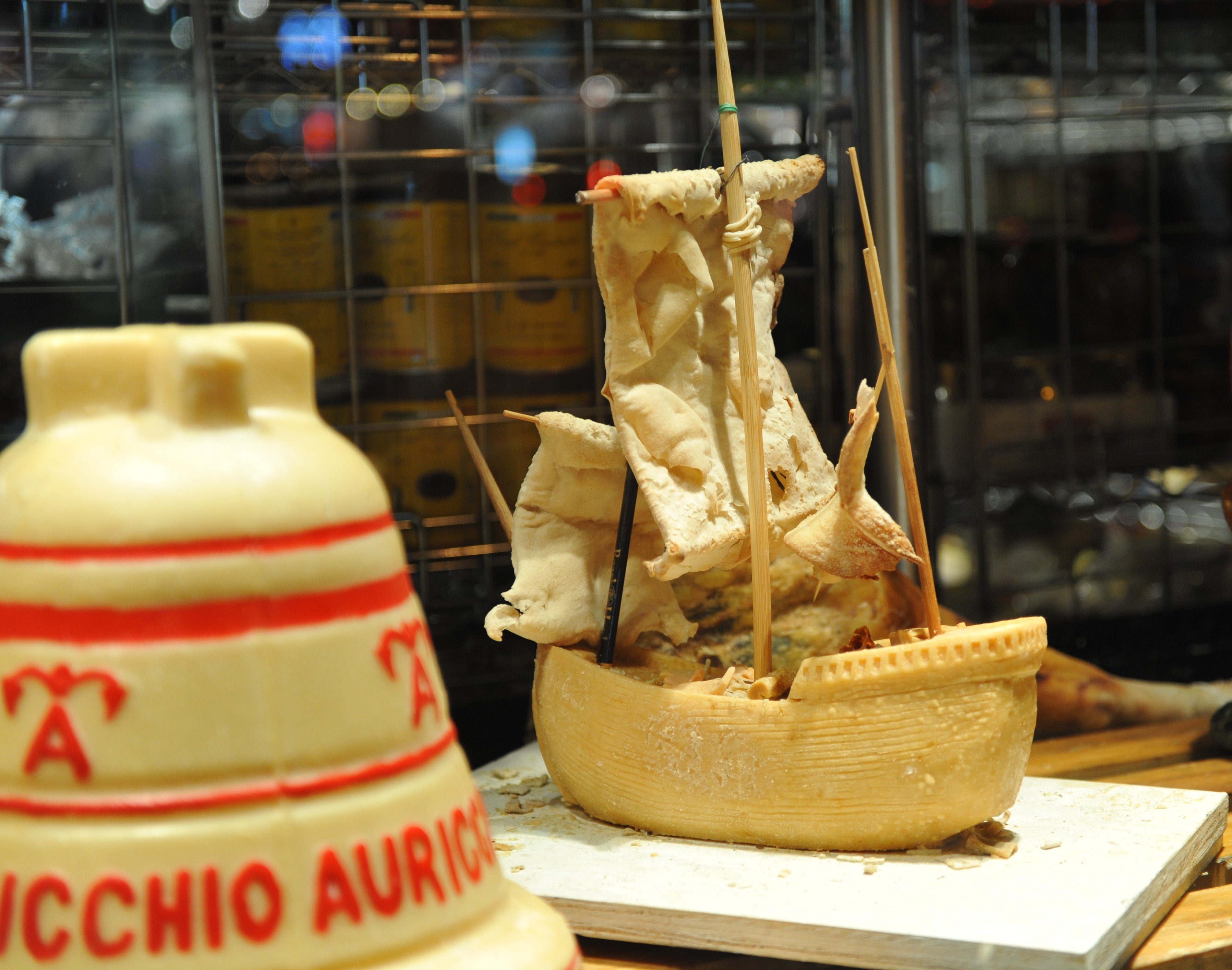

帕馬森乾酪（義大利語：Parmigiano-Reggiano，直譯為帕爾馬—雷焦乳酪）是種硬質的乾酪，製造過程中有煮過但是沒有擠壓。該乾酪是依出產地區義大利艾米利亚-罗马涅的帕爾馬以及雷焦命名的。很多喜好乳酪者稱該乾酪為乳酪之王。Parmigiano-Reggiano一字由DOP保護，由其他地方所出產或不合格的只可以稱為乾酪（Grana），例如：格拉娜·帕達諾芝士（Grana Padano），與前述地方只有一條波河相隔的距離，使用相同生產方法所生產的乾酪也不能冠Parmigiano-Reggiano一名。
帕馬森乾酪是從剛擠出的、因為重力而有一點點分離的牛生乳製造。傳統上來說，可以提供牛生乳給帕馬森乾酪的牛只能餵食草或乾草。帕馬森乾酪其他添加物據說還有天然的乳漿以及牛犢胃內膜幫助凝結，以及食用鹽。整個製作及成熟過程為期兩年，每天都可製作，可是天然環境會對最後成品造成影響。
「Parmigiano-Reggiano」一名有商標註冊，在義大利有Parmigiano-Reggiano 乳酪控制局（政府部門）控制其製造及銷售。每一輪帕馬森乾酪在初期成熟過程，也就是當乳酪還柔軟滑嫩的時候就要被檢驗，然後蓋上官方戳印放到存放處儲存成熟。沒有達到標準的乳酪則被丟去餵豬，這些吃乳酪的豬也就是帕尔玛火腿的來源。
帕馬森乾酪可以磨成粉狀灑在義大利麵上，或一大塊佐義大利香醋食用。這也是義大利乳醬以及青醬的主要成份之一。

## 地域
帕尔马森干酪的产区只限于帕尔马、雷焦艾米利亚、摩德纳以及曼托瓦和博洛尼亚部分，在盆地山丘之间，以波河、雷诺河为界。在这片土地上有4,000个草场，当地的奶牛只用当地的饲料喂养，这能保证每块奶酪的品質相同，是原产地保护认证（DOP）的意义所在。
对于奶源的要求是：纯天然，没有添加剂和防腐剂。虽然每个奶酪厂的制作工序都一样，但由于每个师傅的经验和感觉不同，也使会帕尔马森的味道和香味产生差异。

## 制作
每天，都要把晚上挤的牛奶存放在容器内以分层，浮在上层的油脂会被制成奶油。然后把昨夜的脱脂奶混合当日的全脂奶，倒入倒钟状的铜质煮奶锅里，加入小牛凝乳酶和发酵乳清，大量的天然乳酸酵素在接下来的日子里会发挥作用。
大约十分钟后牛奶凝固。凝乳要用奶酪搅拌器绞碎成颗粒状。这时加热至55°，使分离出来的酪蛋白沉入锅底凝成一团。大约50分钟以后，将凝结的酪蛋白捞出，切成两份用帆布包裹，放入模具成形。每一块帕尔马森都有独立编号，就像身份证一样。已成形的奶酪要用编有生产日期、生产编号的模具刻上记号。
再过几天，奶酪就放入盐水里腌制。腌制时间将近一个月，然后开始陈化的过程。

## 陈化

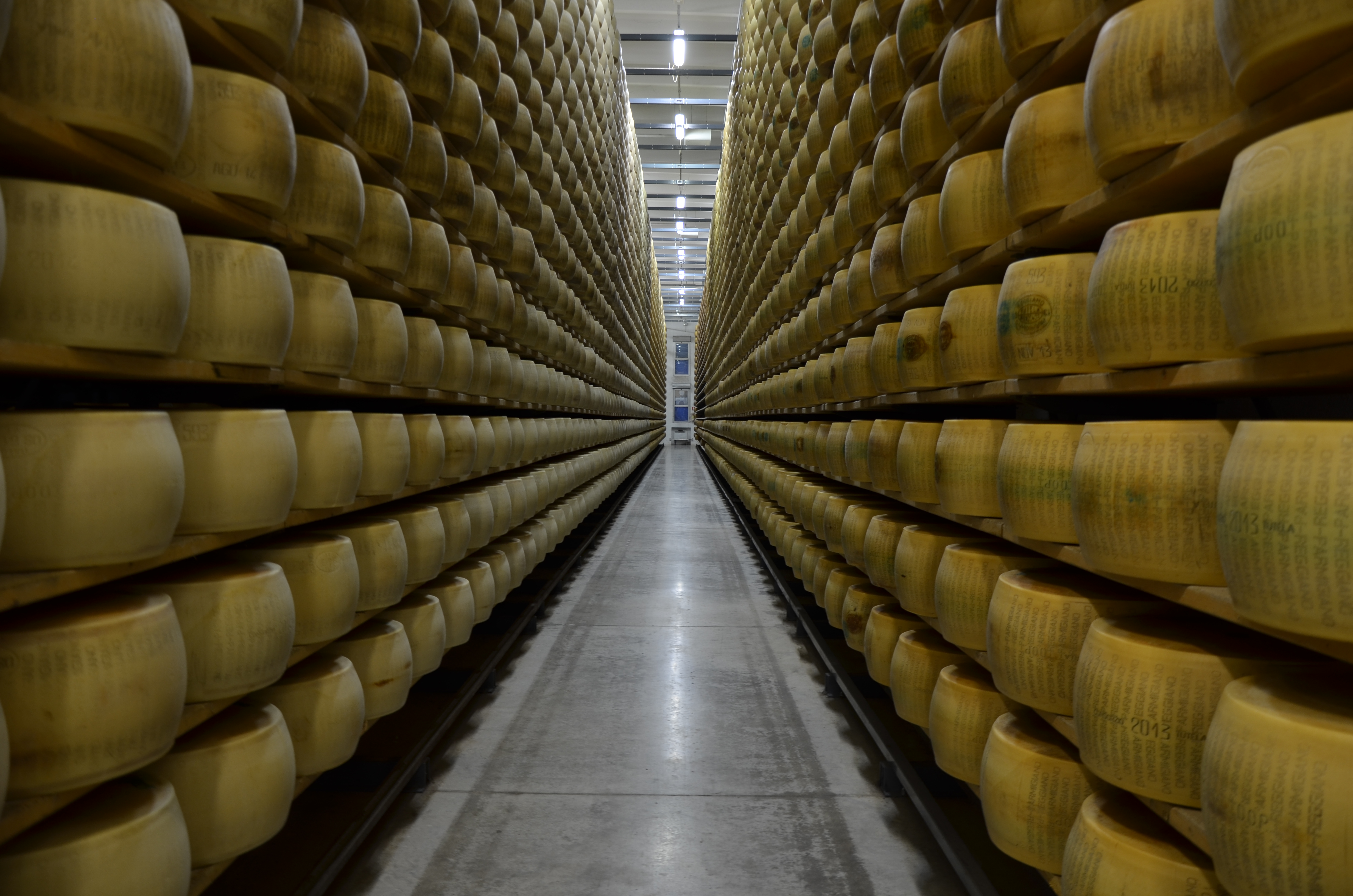
帕尔马森

制作一块帕尔马森大约需要600升的牛奶。把腌制好的奶酪摆放在仓库的木架上陈化，慢慢的表面会形成硬壳，至少要存放12个月，期间要经常给奶酪翻面，并清洁外壳。

## 检验后的烙印
一般检验人员会拿着一个小锤子在奶酪周身敲打，透過敲打產生的震動及聲響判斷乳酪熟成度及熟成品質。也会用类似螺丝钉的针刺入奶酪内部，拔出后通过气味来判断优良。
合格的帕尔马森会被烙下「PARMIGIANO REGGIANO」的火印，陈化18个月以后是“Extra”或“Export”级，属顶级。在奶酪外壳上留下了平行的刻痕，也没有抹去火印，陈化1年后是“Mezzano”级，属中级。检验后不合格，刮去奶酪外壳上所有的印记，是“Scarto”级，属次级。

## 徽章
根据陈化时间的不同，不同颜色的徽章将帕尔马森分成了三个等级。
- 龙虾红 - 超过18个月：适合切成小块，用做开胃菜，搭配梨或青苹果，佐以干白。
- 银色 - 超过22个月：适合骨干强的红酒（单宁含量高），可搭配各种干果，新鲜水果以李子、无花果最佳。也可削成薄片，撒在水果沙拉上，再淋上几滴香醋（Balsamico）。
- 金色 - 超过30个月：强烈的干红、干白都行，搭配蜂蜜和香醋。

## 外部連結
- Official website （页面存档备份，存于）